# (29427) Oswaldthomas
(29427) Oswaldthomas est un astéroïde de la ceinture principale.

## Description
(29427) Oswaldthomas est un astéroïde de la ceinture principale. Il fut découvert le 7 mars 1997 à Linz par Erich Meyer. Il présente une orbite caractérisée par un demi-grand axe de 2,19 UA, une excentricité de 0,08 et une inclinaison de 5,2° par rapport à l'écliptique.

## Compléments